# D-Shot
D-Shot (справжнє ім'я Деннелл Стівенс) — американський репер, учасник нині розпущеного гурту The Click, засновник власного лейблу Shot Records. Після талант-шоу в Ґремблінгському державному університеті родичі Деннелла, брат E-40 та двоюрідний брат B-Legit, вирішили зайнятися музичною кар'єрою. Згодом гурт переїхав назад до Вальєхо, де вони об'єдналися з D-Shot, щоб сформувати групу MVP (Most Valuable Players). Пізніше до гурту увійшла Suga-T, сестра Стівенсона, й колектив змінив назву на The Click.
Дебютну платівку The Shot Calla було видано в 1993 р. на Sick Wid It Records. У 1995 виконавець заснував власний лейбл Shot Records, на якому через два роки вийшов другий альбом Six Figures.

## Дискографія

### Студійні альбоми
| Рік  | Назва               | Найвища позиція | Найвища позиція | Найвища позиція |
| Рік  | Назва               | США             | US R&B          | US Heatseekers  |
| ---- | ------------------- | --------------- | --------------- | --------------- |
| 1994 | The Shot Calla      | —               | 52              | 32              |
| 1997 | Six Figures         | 81              | 21              | —               |
| 2001 | Money, Sex, & Thugs | —               | —               | —               |
| 2006 | Callin All Shots    | —               | —               | —               |
| 2009 | Presidential        | —               | —               | —               |
| 2012 | Ghetto              | —               | —               | —               |

### Компіляції
- 1995: D-Shot Presents — Boss Ballin: The Best in the Business
- 1998: D-Shot Presents — Boss Ballin 2: The Mob Bosses
- 2003: D-Shot Presents — Boss Ballin 3: Greatest Hits
- 2003: D-Shot Presents — Boss Players Vol. 1
- 2004: D-Shot Presents — Bosses in the Booth
- 2005: D-Shot Presents — Boss Ballin 4: The Next Line of Hitters